# إبداعات عالمية (سلسلة كتب)
سلسلة إبداعات عالمية أو «من المسرح العالمي» سابقا هي سلسلة كتب أدبية منوعة، تشمل المسرح، والروايات، والقصص القصيرة، تصدر كل شهرين امتدادًا لسلسلة (من المسرح العالمي) عن المجلس الوطني للثقافة والفنون والآداب. التي صـدر العـدد الأول منها في شـهر أكتوبر 1969، وكان بعنـوان ذلك العدد (سمك عسير الهضم) للكاتب مانويل جاليتش، من غواتيمالا ومن ترجمة وتقديم الدكتور محمود علي مكي.

## تغيير الاسم
أجرى المجلس الوطني للثقافة والفنون في الكويت في نوفمبر 1998 تغيرًا على اسم السلسلة لتصبح بعنوان (إبداعات عالمية)، وذلك كي يمكن من خلالها نشر مختلف أنواع الإبداع الإنساني العالمي: المسرح، والقصة القصيرة، والشعر، والرواية.

## الإصدارات

### 300+
- 314: حياة إنسان [2]
- 315: دون كيشوت
- 316: واحدة بعد أخرى تتفتح أزهار البرقوق
- 3017: ملحمة علي الكاشاني
- 318:نون والقلم
- 319: سيري سامبيجي
- 320: أيام بورمية
- 321: ست وصايا للألفية القادمة
- 322: السكرتير الخاص
- 323: قصص برازيلية
- 324 شذرات من خطاب دمشق
- 325 لون الماء
- 326 وجهان لحواء
- 327 المنزل ذو الشرفات السبع
- 328 من الأدب الباكستاني الحديث
- 329 مختارات من القصة التركية المعاصرة
- 330: محكمة العدل في بلخ، مسرحية
- 331: مطبخ- خيالات ضوء القمر
- 332: الطباخون الارار، الجرو المكسورة
- 333: شمل تشابه ضائع
- 334: حكايات الهنود الأمريكين وأساطيرهم
- 335: زهرة الصيف
- 336: طام طام زنجي
- 337: اليبروح
- 338: منزل النور
- 339: كثبان النمل في سافانا
- 340: أناتول وجنون العظمة
- 341: غرام ميتيا
- 342: آرنجندن والحرس الليلي
- 343: ورقة في الرياح القارسة
- 344: مدرسة الديكتاتور
- 345: رسائل عيد الميلاد
- 346: حكايات وخرافات أفريقية 1: طفل الملك
- 347: مسرحية عذراء أورليان
- 348: حكايات وخرافات أفريقية 2: الأدغال والسهول العشبية تحكي
- 349: القصة القصيرة الإسبانو أرميكية في القرن ال20

### 350+
- 350: مسرحيتان: محنة الأخ جيرو، محنة الأخ جيرو.
- 351: روض الأدب
- 352: آنتيجون، مسرح
- 353: أجمل حكايات الزنن يتبعها فن الهايكو
- 354: المقهى، مسرحية
- 355: مسرحيتان: صناعة التاريخ، ترجمات
- 356: الشباب، رواية
- 357: مختارات من الشعر المجر المعاصر، شعراء التسعينات
- 358: مسرحيتان: تلاميذ الخوفن الغزاة
- 359: اسمي ارام، مجموعة قصص
- 360: حامل الاكيل، قصص مختارة
- 361: الصورة، مسرحية
- 362: الأيام الأخيرة لرسولن رواية تأليف: تحسين يوجل
- 363: سبع مسرحيات ذات فصل واحد من بولندا
- 364: سبع نساء.. سبع قصص، من فارس
- 365: زمن الضحك، تأليف: نويل كاورد
- 366: بالأبيض على الأسود، رواية
- 367: سهرة في المقهى، موت ممثل مشهور، مسرحيتان
- 368: امرأة وحيدة، (فروخ فرخزاد واشعارها)
- 369: الملاح، مسرحية من بولندا، تأليف: بيجي شانيافسكي
- 370: ليلة التنب، رواية تأليف: بول اوستر
- 371: هذا الجيل المحظوظ، مسرحن تأليف نويل كاورد
- 372: لا وجود لخصومات صغيرة
- 373: الليلة التي أمضاها ثورو في السجن، مسرح
- 374: مختارات من الشعر الإيراني الحديث، شعراء منايران
- 375: العقرب وقصص أخرى 1، تأليف: بول بولنز
- 376: العقرب وقصص أخرى 2، تأليف: بول بولنز
- 377: الأسيرة
- 378: شارع بريك لين 1، تأليف: مونيكا علي
- 379: شارع بريك لين 2
- 380: الطريق رواية
- 381: مختارات من القصص القصيرة الأوزبكية
- 382: عشيق الصين الشمالية، تأليف: مارغريت دوراس
- 383: المجموعة القصصية الكاملة لإرنست همينغوي 1 أبريل 2010
- 384: المجموعة القصصية الكاملة لإرنست همينغوي 2 يونيو 2010
- 385: المجموعة القصصية الكاملة لإرنست همينغوي 3، يونيو 2011
- 386: النمر الأبيض
- 387: موطن الألم
- 388: فيلا أماليا
- 389: الإحساس بالنهاية
- 390: ياسمينة وقصص أخرى
- 391: المغامرة الغامضة، تأليف: شيخ حامد كان
- 392: الرجال الذين يحادثونني
- 393: أنطولوجيا القصة الإيرانية الحديثة
- 394: حكايات حكماء أفريقية وأسطورة نجدو ديوال، تأليف/ أمادو همباطي با
- 395: خرائط، رواية
- 396: إله الصدفة، تأليف: كريستين توروب
- 397: أزهار عباد الشمس، رواية، تأليف: ألبرتو مينديس
- 398: الأبدية بعيدة جدا، رواية، تأليف: تيه نينه
- 399: اذهب حيث يقودك قلبك، رواية، تأليف: سوزانا تامارو

### 400+
- 400: الحضارة أمي، رواية
- 401: فنان الاختفاء
- 402: عيناها
- 403: السباحة إلى المنزل
- 404: الرقة، رواية ن تأليف: يورج أكلين،
- 405: على قيد الحياة، رواية
- 406: الأب، رواية
- 407: إني أتعافى، رواية
- 408: الوردة الزرقاء، رواية
- 409: إبداعات نسائية، مجموعة قصصية
- 410: الإياب 12/2015
- 411: سبع حكايا تعود من بعيد
- 412: المخادع الحقيقي، رواية
- 413: اليوم السابع، رواية
- 414: الرجل الذي كان ينظر إلى الليل، رواية
- 415: راوي مراكش، رواية
- 416: فتاة في حالة حرب، رواية
- 417: آكلو اللوتس - الجزء الأول- ، رواية
- 418: آكلو اللوتس - الجزء الثاني- ، رواية
- 419: بستنة في المنطقة الاستوائية، ديوان شعر
- 420 مختارات من القصة القصيرة الهندية الحديثة
- 421: جمعية غرنزي للأدب وفطيرة قشر البطاطا، رواية
- 422: كي يواجهوا الشمس المشرقة (رواية).
- 423: صوت متفرد (مجموعة قصصية).
- 424: السيدة آرنول، الجبل، (روايتان).
- 425: الأشياء تنادينا (قصص).
- 426: ميخائيل زوشينكو - قصص مختارة.
- 427: مون تايجر (رواية).
- 428: غطاء دروبادي (رواية).
- 429: موسم الظل (رواية).
- 430: رواية. .
- 431: الغزو (مجموعة قصصية).
- 432: السكينة (رواية).
- 433: سيدة أورتوبي وقصص أخرى.[3]

## روابط خارجية
- الموقع الرسمي للمجلة على موقع المركز